# Clay County (Alabama)
Clay County is een county in de Amerikaanse staat Alabama.
De county heeft een landoppervlakte van 1.567 km² en telt 14.254 inwoners (volkstelling 2000). De hoofdplaats is Ashland.

## Bevolkingsontwikkeling

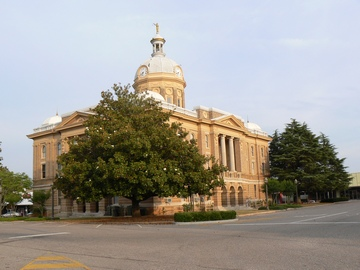
Clay County Courthouse